# Hayange
Hayange település Franciaországban, Moselle megyében. Lakosainak száma 16 013 fő (2022. január 1.). Hayange Fameck, Florange, Knutange, Neufchef, Nilvange, Ranguevaux, Serémange-Erzange és Thionville községekkel határos.

## Népesség
A település népességének változása:
| Lakosok száma | 10 305 | 17 848 | 15 638 | 14 889 | 15 833 | 15 658 | 15 811 | 16 005 | 15 994 | 16 013 |
|               | 1968   | 1982   | 1990   | 2006   | 2013   | 2015   | 2017   | 2019   | 2020   | 2022   |